# 287
Năm 287 là một năm trong lịch Julius. 